# Marc Stassijns
Marc Stassijns (Dendermonde, 10 januari 1939 – 16 juli 2017) was een Belgisch sportverslaggever die gedurende meer dan 30 jaar bij de VRT in dienst was.
Hij begon zijn loopbaan bij de nationale omroep als sportjournalist in 1961 waar hij aanvankelijk werkte voor de radio. Hij bracht onder meer commentaar in de Ronde van Frankrijk, waar hij van 1963 tot 1989 de wedstrijd volgde. Als verslaggever van op de motor was hij steeds de man die de radioluisteraars de allerlaatste ontwikkelingen van de wedstrijd doorgaf. Midden de jaren 80 ging hij tevens werken voor de televisie. Hij hield ooit een iconisch interview met Muhammad Ali, die liggend vanop zijn bed antwoord gaf op zijn vragen. Vanaf 1991 tot zijn pensionering in 1999 stond hij aan het hoofd van de sportredactie.
Hij overleed op 78-jarige leeftijd na een slepende ziekte.